# Ušivac
Ušivac je naselje v občini Kozarska Dubica, Bosna in Hercegovina. 

## Deli naselja
Čaniša Selo, Stupareva Kosa in Ušivac.

## Prebivalstvo
| Pregled števila prebivalcev po letih | Pregled števila prebivalcev po letih | Pregled števila prebivalcev po letih | Pregled števila prebivalcev po letih | Pregled števila prebivalcev po letih | Pregled števila prebivalcev po letih |
| ------------------------------------ | ------------------------------------ | ------------------------------------ | ------------------------------------ | ------------------------------------ | ------------------------------------ |
| 1948                                 | 1953                                 | 1961                                 | 1971                                 | 1981                                 | 1991                                 |
| -                                    | -                                    | -                                    | 174                                  | 155                                  | 131                                  |

| Narodna sestava prebivalstva po letih                                                                                      | Narodna sestava prebivalstva po letih                                                                                       | Narodna sestava prebivalstva po letih                                                                                      |
| --- | --- | --- |
| 1971 | 1981 | 1991 |
| . skupaj: 174 Srbi 170 (97,70 %) Hrvati 1 (0,57 %) Muslimani 0 (0,00 %) Jugoslovani 0 (0,00 %) drugi in neznano 3 (1,72 %) | . skupaj: 155 Srbi 140 (90,32 %) Hrvati 0 (0,00 %) Muslimani 0 (0,00 %) Jugoslovani 14 (9,03 %) drugi in neznano 1 (0,64 %) | . skupaj: 131 Srbi 130 (99,23 %) Hrvati 0 (0,00 %) Muslimani 0 (0,00 %) Jugoslovani 1 (0,76 %) drugi in neznano 0 (0,00 %) |